# Vizcondado de San Antonio (1913)
El Vizcondado de San Antonio fue un título nobiliario pontificio de carácter personal, creado por Breve de 8 de abril de 1913 por el Papa San Pio X a favor de Antonia Pieltain y Bartolí, marquesa viuda de Oliva. Su uso fue autorizado en España por Real Autorización de fecha 18 de julio de 1913 concedida por el rey Alfonso XIII.
En virtud del carácter personal (no hereditario) del título, éste se extinguió con el fallecimiento de su titular.

## Vizcondes de San Antonio
|                                      | Titular                              | Periodo                              |
| Creado en 1913 por el Papa San Pio X | Creado en 1913 por el Papa San Pio X | Creado en 1913 por el Papa San Pio X |
| ------------------------------------ | ------------------------------------ | ------------------------------------ |
| I                                    | Antonia Pieltain y Bartolí           | 1913-?                               |